# Scilla sardensis
Scilla sardensis o gloria de la nieve menor es una especie de planta perenne perteneciente la familia de las asparagáceas.

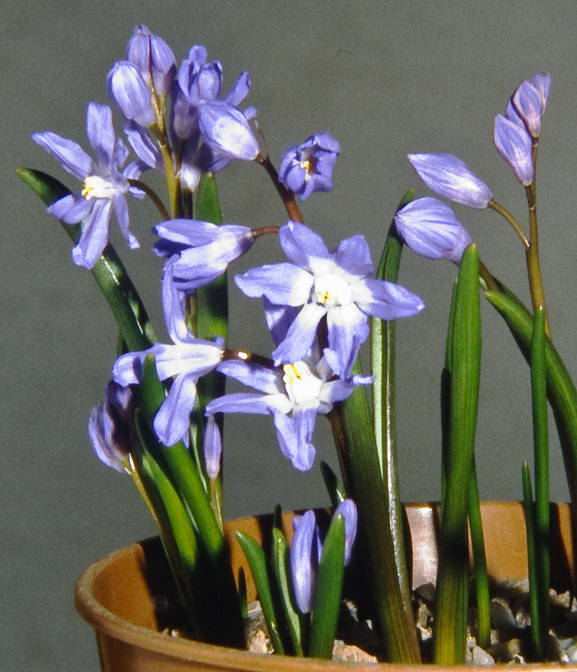
Vista de la planta

## Descripción
Como todos los miembros del género, la base de los estambres son planas y apiñadas en el centro de la flor. En el género cercano Scilla, los estambres no son tan cercanos ni planos como en esta especie, lo que hace que se puedan diferenciar entre ellas. Las diferencias nos son consideradas por algunos botánicos como suficientes para crear un género separado, por lo que dependiendo de la literatura esta especie va a ser considerada como Scilla.
Scilla sardensis es muy parecida a la C. forbesii (actualmente, S. forbesii), pero existen diferencias sutiles pero reales que hacen que sean especies diferentes. Cada bulbo produce de dos a tres hojas que pueden medir sobre los 14 cm de largo y 1,5 cm de ancho, y al menos un tallo florecido, por sobre los 14 cm de largo. Las flores se dan en un racimo casi piramidal, con cerca de 22 flores por tallo. Cada flor mide 2,5 cm con tépalos individuales de 1,5 cm de largo. Los tépalos son de color azul gentiano, algunos un poco más pálidos en la base, produciendo un "ojo" más claro en el centro de la flor. Sin embargo, algunos bulbos cultivados que crecen bajo la denominación de esta especie salen con un "ojo" similar a la C. siehei (actualmente, S. siehei). La base del estambre es blanca.

## Distribución y hábitat
El área de distribución nativa de esta especie es el oeste de Turquía. Crece principalmente en el bioma templado. Florece en primavera y después de florecer es una planta efímera hasta la siguiente primavera.

## Taxonomía
La especie fue descrita inicialmente como Chionodoxa sardensis por Edward Whittall y tanto publicada como validada por Peter Barr y Edward Sugden en Autumn Catalogue 3, en 1883, actualmente es tanto un sinónimo como el basónimo de esta; y ulteriormente, sería transferida al género Scilla por Franz Speta en Oesterreichische Botanische Zeitschrift 119(1–3): 14, en 1971.

#### Etimología
sardensis: epíteto geográfico que alude a su localización en Sardes, ciudad antigua de donde provienen los primeros bulbos de la especie que se encontraron.